# Sagittaria macrocarpa
Sagittaria macrocarpa är en svaltingväxtart som beskrevs av Jared Gage Smith. Sagittaria macrocarpa ingår i släktet pilbladssläktet, och familjen svaltingväxter. Inga underarter finns listade.